# Zwei Verlorene in einer schmutzigen Nacht
Zwei Verlorene in einer schmutzigen Nacht (im Original Dois Perdidos numa Noite Suja) ist ein Theaterstück des brasilianischen Autors Plínio Marcos. Er schrieb dieses Stück im Jahre 1966 und ließ es noch im selben Jahr auf kleineren Bühnen uraufführen.
In den nächsten Jahren entstanden zwei Verfilmungen, die erste im Jahre 1970 unter der Regie von Braz Chediak und die neuere im Jahre 2002 durch die Regie von José Joffily. 
Es ist eins der bekanntesten Stücke von Plínio Marcos und wird heute noch in Brasilien und anderen Ländern regelmäßig aufgeführt.

## Handlung
Zwei junge Männer, Paco und Tonho teilen sich ein heruntergekommenes Zimmer in einem billigen Hotel in der Innenstadt und arbeiten tagsüber in einem Gemüsehandel, um sich damit Essen und Unterkunft zu finanzieren. Die Abende verbringen sie stets gemeinsam in ihrem Zimmer und reden über ihre Leben, die Arbeit und ihre Perspektiven.
Tonho stammt aus guten Verhältnissen und hat studiert. Er beschwert sich darüber, dass er kein vernünftiges Paar Schuhe besitzt und sich so nirgendwo vorstellen kann, um eine angemessene Arbeitsstelle zu bekommen. Paco hingegen bestreitet schon seit Jahren seinen Lebensunterhalt als Straßenmusiker. Da ihm jedoch seine Blockflöte gestohlen wurde und er kein Geld für eine neue hat, ist auch er auf die Arbeit im Gemüsehandel angewiesen, die ihm jedoch genauso wenig wie Tonho genügend Einkommen einbringt, dass sie ihre Bedürfnisse erfüllen könnten.
Durch Zufall geraten die beiden Jugendlichen in den Besitz einer Pistole, die sie nutzen, um Leute zu überfallen, um so an das nötige Geld zu kommen. Nachdem Tonho genug Geld geraubt hat, um sich neue Schuhe kaufen zu können, will er aussteigen und Paco zurücklassen. Dieser zwingt ihn jedoch unter der Androhung, ihn bei der Polizei anzuzeigen, sich weiter an den Überfällen zu beteiligen. Tonho fühlt sich bedrängt, was ihn schließlich dazu bringt, Paco zu erschießen. Damit endet das Stück.